# Sedum nagasakianum
Sedum nagasakianum är en fetbladsväxtart som först beskrevs av Kanesuke Hara, och fick sitt nu gällande namn av Hideaki Ohba. Sedum nagasakianum ingår i Fetknoppssläktet som ingår i familjen fetbladsväxter. Inga underarter finns listade i Catalogue of Life.